# جنبش‌های احیای گوگوریو
جنبش‌های احیای گوگوریو تلاش‌های مختلفی برای احیای امپراتوری گوگوریو پس از سقوط آن توسط اتحاد شیلا–تانگ در سال ۶۶۸ میلادی بودند که بیشتر این جنبش‌ها موفقیت‌آمیز شدند. پس از سال ۶۶۸ میلادی، چندین جنبش احیای مختلف در سراسر سرزمین‌های سابق گوگوریو و برخی حتی در قلمرو تانگ آغاز شد. یک نظریه جدید در میان مورخان کره‌ای بیان می‌کند که گونگ یه، بنیانگذار پادشاهی ته‌بونگ، از نوادگان آنسونگ (پسر پادشاه بوجانگ) و خاندان گو بوده است. این نظریه هنوز به‌طور کامل پذیرفته نشده است، چون تحقیقات بیشتری در حال انجام است و پس از ارائه نتایج نهایی مشخص می‌شود که آیا واقعاً این چنین است یا خیر.

## جنبش آنسونگ و گوم موجام
پس از سقوط گوگوریو در سال ۶۶۸ میلادی،گوم موجام، ژنرال گوگوریو یک جنبش مخالف گسترده را آغاز کرد و پناهندگان گوگوریو را از مناطقی مانند قلعه‌ی گونگمو گرد آورد. فعالیت‌های او عمدتاً در دره و حوضه‌ی رود ته‌دونگ متمرکز بود. او در آنجا با کشتن چندین مقام تانگ و یک راهب بودایی به نام فا آن، مقاومت مستقیمی را علیه اقتدار تانگ آغاز کرد. هدف اصلی او احیای کامل پادشاهی گوگوریو بود،او در نهایت گوگوریو را در هان سونگ، واقع در استان هوانگهه جنوبی، احیا و زنده کرد. ژنرال گوم موجام، شاهزاده آنسونگ، از فرزندان پادشاه بوجانگ، را به عنوان پادشاه جدید گوگوریو زنده شده منصوب کرد.
این گوگوریو جدید به شدت توسط شیلا و حاکم آن، پادشاه مونمو، مورد حمایت قرار گرفت. این دو جناح از درون پادشاهی برخاستند و این درگیری منجر به ترور گوم موجام به دستور پادشاه آنسونگ شد. مرگ گوم موجام، گوگوریوِ زنده شده را به شدت ضعیف کرد. آنسونگ کمی پس از این رویداد تسلیم پادشاه مونمو شد و نام «پادشاه بودوک» و همچنین نام «کیم» نام خانوادگی سلطنتی شیلا را به او اعطا گردید. تعداد دقیق مردم گوگوریو که از آنسونگ به شیلا پیوستند، معلوم نیست، اما با این حال تصور می‌شود که اکثر آنها به بخشی از پادشاهی بودوک تبدیل شده‌اند. پادشاهی بودوک در سال ۶۸۳ میلادی توسط پادشاه شینمون فرزند پادشاه مونمو بیشتر به علت تهدید احتمالی یعنی شورش مردم گوگوریو به جهت احیای گوگوریو، منقرض گردید.

## جنبش ته جونگسانگ و ته جویونگ
در پی سقوط گوگوریو به دست حمله‌های متحدۀ سلسله‌های تانگ و شیلا در سال ۶۶۸ میلادی، بخش عمده‌ای از اشراف و فرماندهان گوگوریو، از جمله ته جونگ‌سانگ و فرزندش ته جویونگ(بعداً پادشاه گو از بالهه)، ناگزیر به عقب‌نشینی و جستجوی مأمنی تازه شدند. سلسلۀ تانگ برای تثبیت نفوذ خود در مناطق سابق گوگوریو، ایشان را به ایالت یانگزو منتقل کرد و به ته جونگ‌سانگ لقب دوک جین بخشید؛ اما محبوبیتی که ته جونگ‌سانگ در میان مردم محلی – به‌ویژه قوم موهه(مالگال) داشت، نگرانی مقام‌های تانگ را برانگیخت.
در سال ۶۹۶، قیام خیتان‌ها علیه فرمانداران تانگ، بهترین فرصت را برای ته جونگ‌سانگ و متحدش گولسا بیو فراهم کرد تا نفوذ تانگ را به چالش بکشند. آنان با بسیج جنگجویان قوم موخه و باقیماندگان گوگوریو، کنترل مناطقی از حوالی رود لیائو را در دست گرفتند. تلاش گئولسا بیو برای پذیرش لقبِ دوک از تانگ با شکست مواجه شد و تانگ تحت فرماندهی لی کایگو به سرکوب آنان پرداخت. ته جونگ‌سانگ نیز به همراه پیروانش به کوهستان دونگمو گریخت، ولی نهایتاً در جریان نبرد با نیروهای تانگ کشته شد.
با کشته‌شدن ته جونگ‌سانگ در نزدیکی تنگهٔ تیان‌من‌لینگ، بار سنگین رهبری بر دوش پسرش، ته جویونگ، گذاشته شد. ته جویونگ با سازماندهی مجدد باقیماندگان گوگوریو و موخه‌ها، توانست در نبرد تعیین‌کننده‌ای در همان منطقه، نیروهای تانگ را شکست دهد. این پیروزی سرنوشت‌ساز زمینه‌ساز تأسیس یک دولت مستقل شد.
در سال ۶۹۸ میلادی، ته جویونگ رسماً خود را پادشاه جین اعلام کرد و پایتخت را در دونگمو برپا ساخت. این دولت که در منابع چینی با نام جین و در منابع بعدی با عنوان بالهه یا بوهای شناخته می‌شود، وارث فرهنگی و رسمی گوگوریو و نمایندۀ منافع مالگال ها در منطقه گردید. با وجود کشته شدن ته جونگ‌سانگ، نقش او در بسیج نخستین هسته‌های قدرت و همگرایی اقوام گوناگون برای بنیاد این دولت، تا امروز مورد تأکید مورخان است.

## جنبش وانگ گون
کانگ هوگیونگ قدیمی‌ترین جد شناخته شده از وانگ گون است که ریشه اش مستقیماً به امپراتوری گوگوریو بازمی‌گردد، وانگ گون در سال ۹۳۵ میلادی با فتح شیلا، اتحاد واقعی سه پادشاهی را بدون کمک خارجی و با تکیه بر توان داخلی کره رقم زد، حکومت او یعنی گوریو که وارث گوگوریو بود، یکی از پیشرفته‌ترین پادشاهی‌های کره بود که اختراعات فراوان و فناوری‌های جدیدی را برای کره به ارمغان آورد به‌طور مثال در حوزه نظامی سلاح‌های گرم (تفنگ) برای نخستین بار در کره به گوریو آمد.
نام کره امروزی نیز از گوریو به ارث برده شده، و شکل کوتاه شده گوگوریو می‌باشد که نماد استقلال کره به‌شمار می‌آید.